# Marguerite de Sicile (1331-1377)
La princesse Marguerite de Sicile (1331 à Palerme - 1377 à Neustadt), comtesse palatine du Rhin, est la fille du roi Frédéric II de Sicile et d'Éléonore d'Anjou.

## Biographie
Marguerite est la fille cadette du roi Frédéric II de Sicile et d'Éléonore d'Anjou, fille de Charles II d'Anjou et de Marie de Hongrie. Elle est la sœur du roi Pierre II de Sicile, des ducs Manfred, Guillaume II et Jean d'Athènes, de Constance, reine de Chypre puis d'Arménie, et d'Élisabeth, duchesse de Bavière. Ses parents résident à Palerme, où elle est vraisemblablement née.
En 1348, Marguerite épouse le comte palatin Rodolphe II, veuf d'Anne de Carinthie (cs). Le mariage reste sans enfant. Sa nièce, Béatrice de Sicile, avait déjà épousé en 1345 Robert II du Palatinat, le neveu de Rodolphe II.
Rodolphe II meurt le 4 octobre 1353 et repose devant l'autel de l'église paroissiale Saint-Gilles de Neustadt. À sa mort en 1377, Marguerite de Sicile est inhumée à ses côtés. Elle reçoit une splendide épitaphe gothique. En raison de son ascendance royale, elle y est représentée avec une couronne.